# Bårøyna
Bårøyna est une île de Norvège située dans la municipalité de Gulen, dans le comté de Vestland. Un détroit sépare l'île de Koksøyna (nn) au sud. Le Gardsnamn (nn) du même nom est situé sur l'île, qui est un carrefour giratoire de routes.
Développement de la population :
| 1801 | 1900 |
| ---- | ---- |
| 9    | 9    |